# Dayne St. Clair
Pour les articles homonymes, voir St. Clair.
Dayne St. Clair, né le 9 mai 1997 à Pickering en Ontario, est un joueur international canadien de soccer qui joue au poste de gardien de but à Minnesota United en MLS.

## Biographie
Né dans la banlieue de Toronto en Ontario, d'un père trinidadien et d'une mère canadienne d'origine écossaise,. Son père est un ancien gardien de but. Il est défenseur central avant de devenir gardien à l'âge de 13 ans,. Il commence à jouer au soccer dans plusieurs clubs de la banlieue de Toronto,,,. 

### Parcours universitaire
Dayne St. Clair obtient son diplôme de secondaire à l'école secondaire catholique Notre-Dame, en Ontario en 2015. Il joue ensuite au soccer au niveau universitaire à l'Université du Maryland, à College Park, entre 2015 et 2018,.
Le 30 août 2015, il participe à son premier match en tant que titulaire avec les Terrapins face au Red Storm de Saint John en réalisant un blanchissage (victoire 0-4). Il dispute deux rencontres lors de sa première saison universitaire. Cantonné à un rôle de remplaçant pendant deux saisons, derrière Cody Niedermeier. En troisième année, il est promu gardien titulaire de l'équipe, à la suite du départ de Cody Niedermeier. Après avoir réalisé un bon match face aux Hoosiers de l'Indiana (0-0), il est nommé meilleur joueur défensif de la semaine de la Big Ten et dans équipe-type de la semaine de TopDrawerSoccer (en) le 12 septembre,. Lors des quarts de finale du tournoi de la Big Ten (en), ils sont éliminés par les Badgers du Wisconsin, futurs vainqueurs (défaite 1-2). Les Terrapins participent aux séries éliminatoires du championnat de la NCAA, mais perdent dès le premier tour face aux Great Danes d'Albany.
Pour sa dernière saison, il est nommé dans l'équipe-type de la semaine de TopDrawerSoccer (en) le 23 octobre 2018. Puis à la fin de la saison, les Terrapins participent une nouvelle fois aux séries éliminatoires du championnat de la NCAA où ils remportent leurs trois rencontres et accèdent au tournoi final, la College Cup. Les Terrapins remportent la finale face aux Zips d'Akron (victoire 1-0). Il reste invaincu pendant les cinq matchs du tournoi,,. Il est ainsi élu meilleur joueur défensif du championnat de la NCAA (en). Nommé dans la troisième équipe-type du Nord des United Soccer Coaches (en) le 5 décembre. En 44 rencontres, il réalise 23 blanchissages avec les Terrapins du Maryland,.
Dayne St. Clair continue à jouer au soccer pendant ses vacances d'été, lorsqu'il joue avec le K-W United, puis avec les Red Bulls U23 de New York, en PDL. Lors de son passage aux Red Bulls U23, il est nommé dans l'équipe-type de la semaine de PDL le 30 mai 2018.

### Carrière en club
Le 4 janvier 2019, la MLS annonce officiellement que St. Clair a accepté un contrat Génération Adidas,. Il est repêché en septième position par Minnesota United une semaine plus tard lors de la MLS SuperDraft 2019,. Puis, le 4 avril il est prêté au Forward Madison en USL League One,. Deux jours plus tard, il fait ses débuts en tant que titulaire en USL League One avec les Flamingos face aux Red Wolves de Chattanooga (en) (défaite 1-0). 
Puis, il est à nouveau prêté le 12 février 2020 au San Antonio FC, en USL Championship,. Le 15 août, San Antonio annonce qu'il est rappelé par Minnesota, à la suite de la longue indisponibilité de Tyler Miller,,,. Il fait ses débuts en MLS, le 6 septembre, face au Real Salt Lake en réalisant un blanchissage (victoire 4-0),. Puis, le 19 septembre, il est l'auteur d'un superbe match face au Dynamo de Houston, au cours duquel il arrête un penalty de Darwin Quintero,. Il enchaîne les bonnes prestations, ce qui lui vaut d'être félicité par son entraîneur Adrian Heath,. Il est l'un des joueurs-clé de la fin de saison et a grandement contribué lors des séries éliminatoires. Minnesota United est éliminé au porte de la finale,. Il réalise huit blanchissages et concède quinze buts durant les seize matchs qu'il dispute lors de cette saison.
Il commence la nouvelle saison comme gardien titulaire, lors du premier match face aux Sounders de Seattle, il arrête un penalty de Raúl Ruidíaz en première mi-temps mais concède quatre buts en seconde mi-temps,. Il est annoncé comme partant pour la rencontre suivante face au Real Salt Lake. Après quatre défaite de suite, il est remplacé par Tyler Miller,. Adrian Heath n’a pas tenu St. Clair responsable des dix buts concédés lors des quatre matchs des Loons. Le 30 novembre 2021, il prolonge son contrat jusqu’en 2024 avec une année en option avec les Loons,.

### Carrière internationale
En février 2017, Dayne St. Clair participe au championnat de la CONCACAF des moins de 20 ans avec les moins de 20 ans,, mais ne prend part à aucune rencontre, les Canadiens ne se qualifiant pas pour les phases finales. Le 26 février 2020, il figure sur une liste préliminaire de 50 joueurs pour le tournoi pré-olympique masculin de la CONCACAF 2020 avec les moins de 23 ans.
Dayne St. Clair participe à son premier rassemblement des Rouges en janvier 2021,,. Le 23 mars 2021, il est appelé en sélection canadienne pour la première fois par le sélectionneur John Herdman pour participer à deux matchs des éliminatoires de la Coupe du monde 2022, contre les Bermudes puis face aux îles Caïmans,, sans que le jeune gardien n'y fasse toutefois ses débuts. Le 29 mai, il est de nouveau convoqué pour participer à deux matchs des éliminatoires de la Coupe du monde 2022, contre Aruba puis face au Suriname,.
Le 5 juin 2021, il honore sa première sélection en tant que titulaire contre Aruba. Lors de ce match, il réalise son premier blanchissage en sélection. Le match se solde par une large victoire 0-7 des Canadiens.
Le 1er juillet 2021, il est retenu dans la liste des vingt-trois joueurs canadiens sélectionnés par John Herdman pour disputer la Gold Cup 2021,. Il ne prend part à aucune rencontre et la sélection s'incline en demi-finale contre le Mexique.
Le 13 novembre 2022, il est sélectionné par John Herdman pour participer à la Coupe du monde 2022.

## Statistiques

### Statistiques en club
| Saison                | Club                   | Championnat           | Championnat | Championnat | Coupe(s) nationale(s) | Coupe(s) nationale(s) | Compétition(s) continentale(s) | Compétition(s) continentale(s) | Compétition(s) continentale(s) | Séries | Séries | Canada | Canada | Total | Total |
| Saison                | Club                   | Division              | M.          | B.          | M.                    | B.                    | Comp.                          | M.                             | B.                             | M.     | B.     | M.     | B.     | M.    | B.    |
| 2019                  | Forward Madison (prêt) | USL1                  | 5           | 0           | -                     | -                     | -                              | -                              | -                              | -      | -      | -      | -      | 5     | 0     |
| 2020                  | San Antonio FC (prêt)  | USLC                  | 5           | 0           | -                     | -                     | -                              | -                              | -                              | -      | -      | -      | -      | 5     | 0     |
| 2020                  | Minnesota United       | MLS                   | 13          | 0           | -                     | -                     | -                              | -                              | -                              | 3      | 0      | -      | -      | 16    | 0     |
| 2021                  | Minnesota United       | MLS                   | 4           | 0           | -                     | -                     | -                              | -                              | -                              | 1      | 0      | 1      | 0      | 6     | 0     |
| 2022                  | Minnesota United       | MLS                   | 32          | 0           | -                     | -                     | -                              | -                              | -                              | 1      | 0      | 1      | 0      | 34    | 0     |
| 2023                  | Minnesota United       | MLS                   | 30          | 0           | 0                     | 0                     | LC                             | 5                              | 0                              | -      | -      | 2      | 0      | 37    | 0     |
| 2024                  | Minnesota United       | MLS                   | 26          | 0           | -                     | -                     | LC                             | 2                              | 0                              | 3      | 0      | 5      | 0      | 36    | 0     |
| 2025                  | Minnesota United       | MLS                   | 16          | 0           | -                     | -                     | -                              | -                              | -                              | -      | -      | 6      | 0      | 22    | 0     |
| Sous-total            | Sous-total             | Sous-total            | 121         | 0           | 0                     | 0                     | -                              | 7                              | 0                              | 8      | 0      | 15     | 0      | 151   | 0     |
| Total sur la carrière | Total sur la carrière  | Total sur la carrière | 131         | 0           | 0                     | 0                     | -                              | 7                              | 0                              | 8      | 0      | 15     | 0      | 161   | 0     |

## Palmarès

### En club
Terrapins du Maryland
- Vainqueur du Championnat de la NCAA en 2018

### Distinctions personnelles
- Meilleur joueur défensif du championnat de la NCAA (en) en 2018
- Désigné une fois « meilleur joueur défensif de la semaine de la Big Ten » et deux fois dans l'« équipe-type de la semaine de TopDrawerSoccer (en) »
- Sélectionné une fois pour le match des étoiles en 2022 (en)
- Meilleur joueur du match des étoiles en 2022 (en)